# Naiden Gherovo, Plovdiv
Naiden Gherovo (în bulgară Найден Герово) este un sat în comuna Săedinenie, regiunea Plovdiv,  Bulgaria. 

## Demografie
Componența etnică a satului Naiden Gherovo
     Bulgari (74,32%)
     Romi (13,66%)
     Nicio identificare (12%)
     Altele (0%)
La recensământul din 2011, populația satului Naiden Gherovo era de 483 locuitori. Din punct de vedere etnic, majoritatea locuitorilor (74,32%) erau bulgari, cu o minoritate de romi (13,66%). Pentru 12% din locuitori nu este cunoscută apartenența etnică.